# Les Alluets-le-Roi
Les Alluets-le-Roi és un municipi francès, situat al departament de Yvelines i a la regió d'Illa de França. L'any 2007 tenia 1.200 habitants.
Forma part del cantó de Verneuil-sur-Seine, del districte de Saint-Germain-en-Laye i de la Comunitat urbana Grand Paris Seine et Oise.

## Demografia

### Població
El 2007 la població de fet de Les Alluets-le-Roi era de 1.200 persones. Hi havia 412 famílies, de les quals 60 eren unipersonals (16 homes vivint sols i 44 dones vivint soles), 132 parelles sense fills, 180 parelles amb fills i 40 famílies monoparentals amb fills.
La població ha evolucionat segons el següent gràfic:
Habitants censats

### Habitatges
El 2007 hi havia 447 habitatges, 426 eren l'habitatge principal de la família, 9 eren segones residències i 12 estaven desocupats. 426 eren cases i 17 eren apartaments. Dels 426 habitatges principals, 390 estaven ocupats pels seus propietaris, 22 estaven llogats i ocupats pels llogaters i 14 estaven cedits a títol gratuït; 4 tenien una cambra, 11 en tenien dues, 40 en tenien tres, 71 en tenien quatre i 300 en tenien cinc o més. 352 habitatges disposaven pel capbaix d'una plaça de pàrquing. A 130 habitatges hi havia un automòbil i a 279 n'hi havia dos o més.

### Piràmide de població
La piràmide de població per edats i sexe el 2009 era:
| Homes | Edats   | Dones |
| ----- | ------- | ----- |
| 0     | 95 o +  | 0     |
| 0     | 90 a 94 | 12    |
| 4     | 85 a 89 | 12    |
| 0     | 80 a 84 | 0     |
| 8     | 75 a 79 | 8     |
| 20    | 70 a 74 | 8     |
| 20    | 65 a 69 | 24    |
| 24    | 60 a 64 | 28    |
| 32    | 55 a 59 | 28    |
| 64    | 50 a 54 | 60    |
| 32    | 45 a 49 | 36    |
| 64    | 40 a 44 | 36    |
| 60    | 35 a 39 | 68    |
| 56    | 30 a 34 | 72    |
| 32    | 25 a 29 | 20    |
| 28    | 20 a 24 | 36    |
| 56    | 15 a 19 | 32    |
| 44    | 10 a 14 | 36    |
| 84    | 5 a 9   | 72    |
| 56    | 0 a 4   | 36    |

## Economia
El 2007 la població en edat de treballar era de 797 persones, 572 eren actives i 225 eren inactives. De les 572 persones actives 548 estaven ocupades (281 homes i 267 dones) i 24 estaven aturades (12 homes i 12 dones). De les 225 persones inactives 61 estaven jubilades, 76 estaven estudiant i 88 estaven classificades com a «altres inactius».

### Ingressos
El 2009 a Les Alluets-le-Roi hi havia 425 unitats fiscals que integraven 1.204 persones, la mediana anual d'ingressos fiscals per persona era de 33.223 €.

### Activitats econòmiques
Dels 78 establiments que hi havia el 2007, 1 era d'una empresa alimentària, 5 d'empreses de fabricació d'altres productes industrials, 16 d'empreses de construcció, 25 d'empreses de comerç i reparació d'automòbils, 3 d'empreses de transport, 1 d'una empresa d'hostatgeria i restauració, 2 d'empreses d'informació i comunicació, 3 d'empreses financeres, 4 d'empreses immobiliàries, 14 d'empreses de serveis, 3 d'entitats de l'administració pública i 1 d'una empresa classificada com a «altres activitats de serveis».
Dels 14 establiments de servei als particulars que hi havia el 2009, 4 eren tallers de reparació d'automòbils i de material agrícola, 1 guixaire pintor, 3 fusteries, 4 lampisteries, 1 electricista i 1 empresa de construcció.
Dels 2 establiments comercials que hi havia el 2009, 1 era una botiga de menys de 120 m² i 1 una fleca.
L'any 2000 a Les Alluets-le-Roi hi havia 11 explotacions agrícoles.

## Equipaments sanitaris i escolars
El 2009 hi havia una escola elemental.

## Poblacions properes
El següent diagrama mostra les poblacions més properes.